# Jane Arthur
Jane Arthur (de soltera Glen, 18 de noviembre de 1827 - 25 de mayo de 1907) fue una feminista, filántropa, sufragista y activista escocesa. Fue la primera mujer en ser elegida miembro de una junta escolar escocesa.

## Biografía
Arthur nació en Foxbar en Renfrewshire el 18 de noviembre de 1827 de Jessie Fulton y Thomas Glen. Su familia estaba relacionada con el fabricante de hilos, la familia Coats Group Coats. En 1847, a la edad de unos 20 años, se casó con James Arthur, que era pañero en Paisley. Los Arthur se dedicaba a la venta de ropa al por mayor y con ello compraron una propiedad en Barshaw. Entre sus hijos cabe a Matthew, quien se convirtió en Lord Glenarthur.
Las elecciones de mujeres a las juntas escolares fueron introducidas por la Ley de Educación (Escocia) de 1872. En 1873, Arthur se convirtió en la primera mujer escocesa en presentarse y ser elegida miembro de una junta al ser elegida miembro de la junta escolar de Paisley. Poco después fueron también elegidas Phoebe Blyth y Flora Stevenson para la junta escolar de Edimburgo.
Arthur hizo campaña a favor del sufragio femenino y de la templanza, y financió a un estudiante de Renfrewshire y a una estudiante de medicina. En 1892 creó la Arthur Fellowship para promover la educación médica de las mujeres.  Arthur también se implicó mucho en satisfacer las necesidades de los enfermos: creó una Sociedad Dorcas a fines de la década de 1880 para proporcionar ropa a los que se recuperaban en Paisley Infirmary y, junto a su esposo, proporcionar sopa y pan a las personas sin recursos que habían salido recientemente del hospital. En 1903 se creó el Fondo Jane Arthur para pagar la recuperación de pacientes sin recursos. Arthur también fue vicepresidenta de la Asociación Sanitaria de Damas de Paisley, que, en 1866, inició un plan de baños públicos. Su hermana era la presidenta. Ella y su esposo también contribuyeron a la construcción de la casa de huéspedes modelo Paisley y proporcionaban té a media mañana para los internos de la casa. Participó activamente en el movimiento sufragista y fue apoyada en esto por los miembros masculinos de su familia.